# Midori (navegador web)
Midori (緑, "verd" en japonès) és un navegador web lleuger. and fast Utilitza el motor de renderització web WebKit i les llibreries gràfiques GTK+2 o GTK+ 3. Midori és part de l'entorn d'escriptori Xfce.

## Funcions
- Integració amb GTK+ 2[6] and GTK+ 3 support
- Motor de renderització web WebKit[1]
- Pestanyes, finestres i gestió de sessions[6]
- Cerca web configurable
- Scripts i estils personalitzables per l'usuari
- Gestió d'enllaços
- Interfície gràfica personalitzable i extensible
- Suport per HTML5[7]
- DuckDuckGo com a cercador web per defecte[8]
- Extensions, com ara Adblock Plus[9]
- Pàgina inicial per seleccionar webs habituals[10]

## Inclusió per defecte en sistemes operatius

### Linux
El Midori és el navegador web estàndard de la distribució Raspbian, dissenyada específicament pel seu ús amb l'ordinador monoplaca Raspberry Pi basat en un processador ARMv6. Per altra banda el Midori també s'inclou com a navegador per defecte en les distribucions elementary OS i Bodhi Linux.

## Compliment d'estàndards web

### Acid3 Test

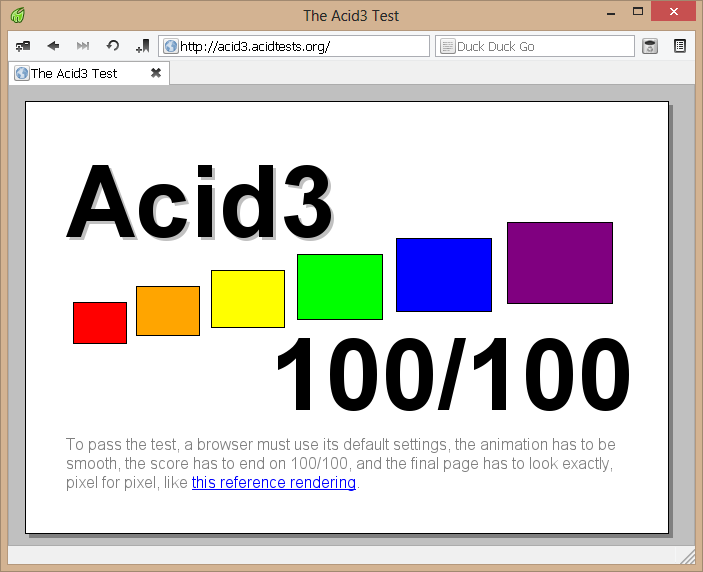
Midori 0.5.7 passant el test Acid3.

El Midori passa el test d'estàndards web Acid3.

### Puntuació HTML5

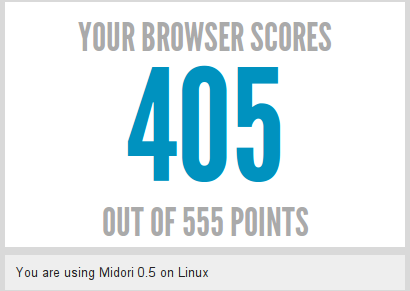
Puntuació d'HTML5 del navegador Midori

El març de 2014 el programa Midori va aconseguir una puntuació de 405 sobre 500 punts possibles en el test d'HTML5 (HTML5test).